# مانتین برگ (آرکانزاس)
مانتین برگ (آرکانزاس) (به انگلیسی: Mountainburg, Arkansas) یک شهر در ایالات متحده آمریکا با جمعیت ۶۸۲ نفر است که در آرکانزاس واقع شده‌است.

## موقعیت جغرافیایی
موقعیت جغرافیایی شهرها و مناطق اطراف به شرح زیر است: